# Universal Genève
Universal Genève SA è un’azienda svizzera produttrice di orologi di lusso. È stata fondata nel 1894 da Ulysse Georges Perret e Numa-Emile Descombes.
La Universal Genève è stata anche la prima azienda a produrre un cronografo da polso nel 1917.

## Storia
Universal Genève è stata fondata nel 1894: il 18 gennaio di quell'anno, gli studenti di orologeria Numa-Emile Descombes (31 anni) e Ulysse Georges Perret (26 anni) registrarono il marchio presso il Comune svizzero Le Locle, dove l’azienda ebbe la sua prima sede. In quella stessa sede, iniziò a produrre casse, quadranti, corone e movimenti, gestendo interamente la realizzazione dei meccanismi.
Dopo la morte di Descombes, avvenuta nel 1897, Perret reclutò Louis Berthoud e l'azienda prese il nome di "Pierre & Berthoud" per un breve periodo.
Nel 1898, il marchio conquistò notorietà prima in Europa e, successivamente, anche negli Stati Uniti, producendo i primi cronografi a carica manuale con contatore a 30 minuti. In quel periodo nacquero anche i primi modelli da tasca e “da trincea”, prodotti durante la prima guerra mondiale per entrambe le fazioni.
L’azienda venne trasferita a Ginevra nel 1919.
Nel 1925, dopo anni di sperimentazione, venne prodotto “Auto-Rem”, il primo modello a carica automatica della casa.
Nel 1933 Ulysse Georges Perret morì. Il suo successore fu il figlio Raoul, il quale cambiò il nome dell’azienda in Universal Watch Co. Ltd. Fu l’anno della produzione del cronografo Compur, al quale fece seguito, tre anni dopo, l’Aero Compax. L’azienda traslocò nuovamente nel 1935, ma senza abbandonare la città: la nuova sede fu in Rue du Rhône, accanto a Patek Philippe. Nello stesso anno, l’azienda venne registrata nuovamente con il nome di Universal Genève.
Presto la maison attirò l’attenzione internazionale e avviò una collaborazione con la casa di moda Hermès, producendo il cronografo con pulsanti quadrati “Pour Hermès”. Nel 1939, la Universal Genève ricevette un mandato reale per la fornitura di orologi all’esercito olandese, con le iniziali della Regina Guglielmina dei Paesi Bassi poste in rilievo sul quadrante. La fornitura venne protratta fino al 1944, quando i nazisti invasero Rotterdam. Le difficoltà del periodo non minarono la crescente popolarità dell’azienda, che nel 1941 aprì una nuova sede a Les Ponts-de-Martel, interamente dedicata alla produzione di cronografi.
Il 3 marzo del 1947 morì Louis-Eduard Berthoud, senza poter vedere la nascita del movimento meccanico a carica automatica unidirezionale Calibro 38 e i successivi modelli, che contribuirono alla crescita del prestigio del marchio e che sfociarono in una seconda generazione, i Calibro 66 e 67, detentori fino al 1978 del record degli orologi automatici più sottili al mondo (2,3 mm).

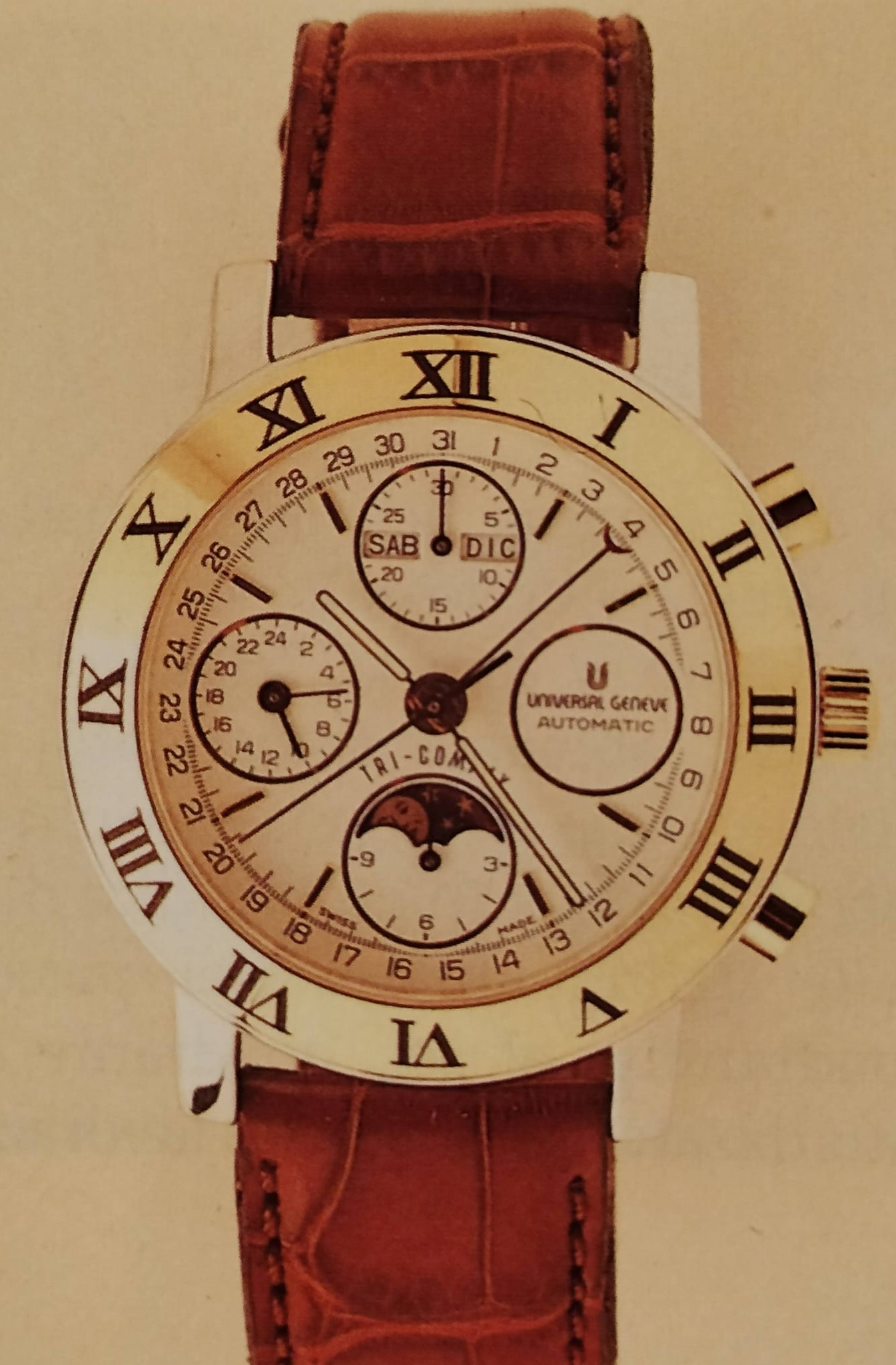
Universal Genève Tri-Compax della seconda metà degli anni Ottanta con movimento automatico Valjoux 7751

Ricerca e sperimentazione caratterizzarono anche gli anni Sessanta e Settanta, i quali videro la nascita dei primi orologi elettro-meccanici progettati in collaborazione con Movado e dell'orologio al quarzo più sottile al mondo. Gli anni Ottanta, invece, furono segnati da una importante svolta: per la prima volta dopo 30 anni, la presidenza andò a un membro estraneo alla famiglia, Lennard Oldman. La sua guida, però, ebbe breve durata: nel 1989 gli subentrò il gruppo di Hong Kong Stelux Holdings International Ltd. I movimenti montati non erano già più di manifattura, ma venivano affidati alla fornitura di case terze.
Dopo svariati traslochi, l’azienda approdò alla sede attuale di Ginevra-Acacias. Dal 2011, Universal Genève è membro effettivo della Federation of the Swiss Watch Industry, con tre uffici in Svizzera che gestiscono anche la Cyma, precedentemente rilevata dal gruppo Stelux Holdings International Ltd.
Nel 2023 la casa viene rilevata da  Breitling.